# Rislidtjärnen (Bjurholms socken, Ångermanland)
Rislidtjärnen är en sjö i Bjurholms kommun i Ångermanland och ingår i Lögdeälvens huvudavrinningsområde. Sjön har en area på 0,186 kvadratkilometer och ligger 311 meter över havet. Vid provfiske har abborre, mört och öring fångats i sjön.

## Delavrinningsområde
Rislidtjärnen ingår i det delavrinningsområde (709079-164209) som SMHI kallar för Utloppet av Rislidtjärn. Medelhöjden är 331 meter över havet och ytan är 1,94 kvadratkilometer. Det finns inga avrinningsområden uppströms utan avrinningsområdet är högsta punkten. Vattendraget som avvattnar avrinningsområdet har biflödesordning 3, vilket innebär att vattnet flödar genom totalt 3 vattendrag innan det når havet efter 76 kilometer. Avrinningsområdet består mestadels av skog (71 procent) och sankmarker (12 procent). Avrinningsområdet har 0,19 kvadratkilometer vattenytor vilket ger det en sjöprocent på 9,6 procent.